# Washlet

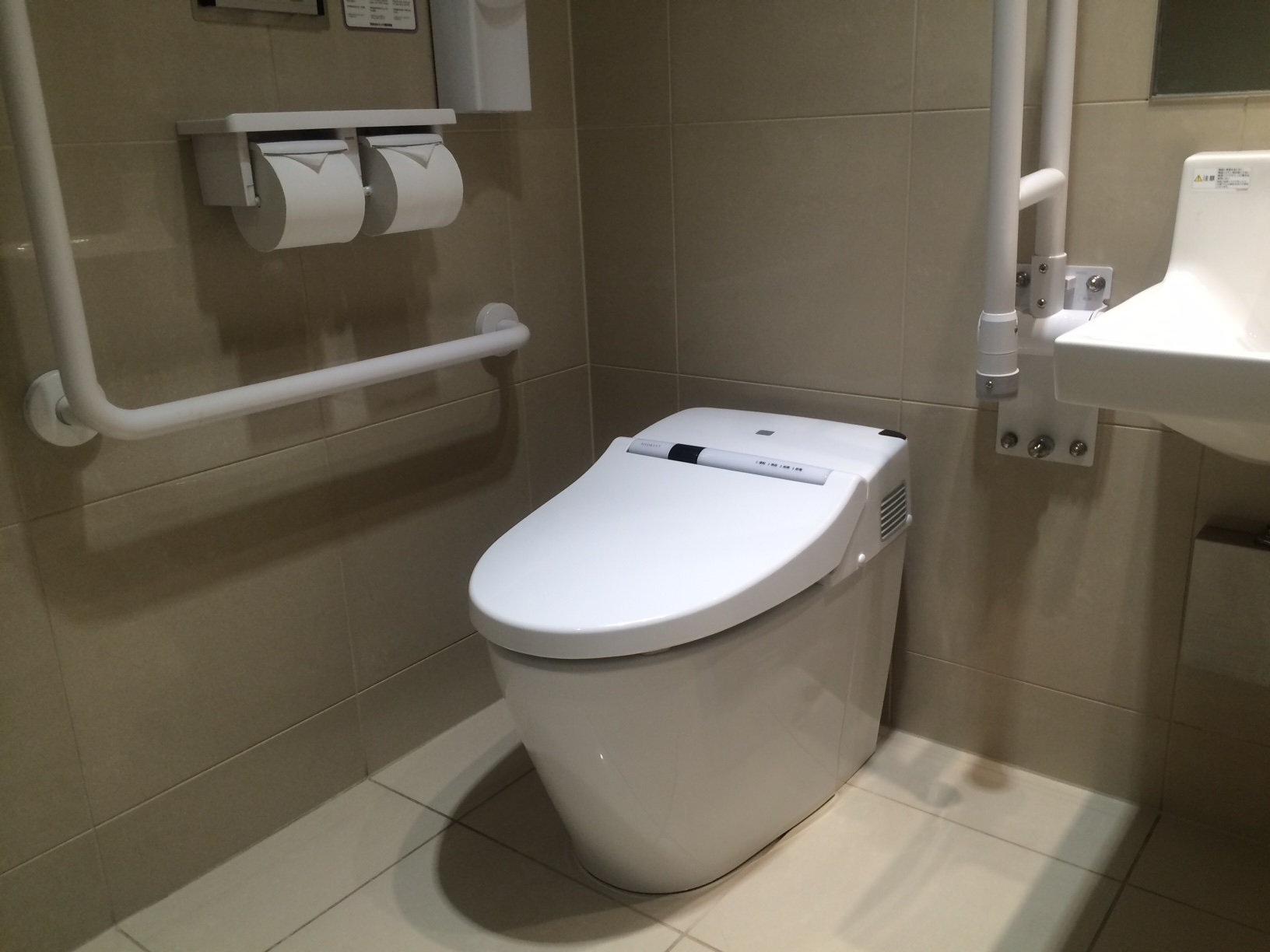
Exemplo de um típico washlet no Japão.

Washlet (ウォシュレット Woshuretto) é um tipo de vaso sanitário elétrico, com funções de bidê, assento aquecido, entre outras funções. É uma marca registrada da empresa Toto Ltd., mas a palavra é utilizada de forma genérica para descrever vasos sanitários semelhantes, manufaturados ou não pela empresa.